# Јуриј Рован
Јуриј Рован  (Брежице, СФРЈ, 23. јануар 1975) је словеначки атлетичар специјалиста за скок мотком. Члан је АК Брежице, а тренер му је Леополд Ерик Рован.
У почетку атлетске каријере 1991. поред скока мотком, Рован се такмичио и у скоку увис и бацању копља, а опробао се и у десетобоју. На међунаром такмичењима учествовао је као јуниор од 1992, да би касније у сениорској конкуренцији 25 пута био репрезентативац Словеније Такмичио се на Европском дворанском првенству 2002., Европском првенству 2002., на Олимпијским играма 2004., Светском првенству 2005. Олимпијским играма 2008., Светском првенству 2009. и Европском првенству 2010., али ниједном није ушао у финале.
Јуриј Рован се актуелни словеначки рекордер у скоку мотком са 5,61 на отвореном и 5,56 у дворани.